# Open Beatz Festival
Das Open Beatz Festival ist ein dreitägiges Open-Air-Musikfestival im Bereich der elektronischen Tanzmusik, das erstmals 2009 veranstaltet wurde. Seit 2013 findet es jährlich Ende Juli in der Nähe von Herzogenaurach bei Fürth statt. Mit 30.000 Besuchern täglich und insgesamt 90000 pro Jahr 2024 gehört es zu den größten Open-Air-Musikfestivals in Süddeutschland.
Es wird von der Open Beatz Festival GmbH betrieben und von den Geschäftsführern Florian Gebauer und Tobias Hagel geleitet.

## Geschichte

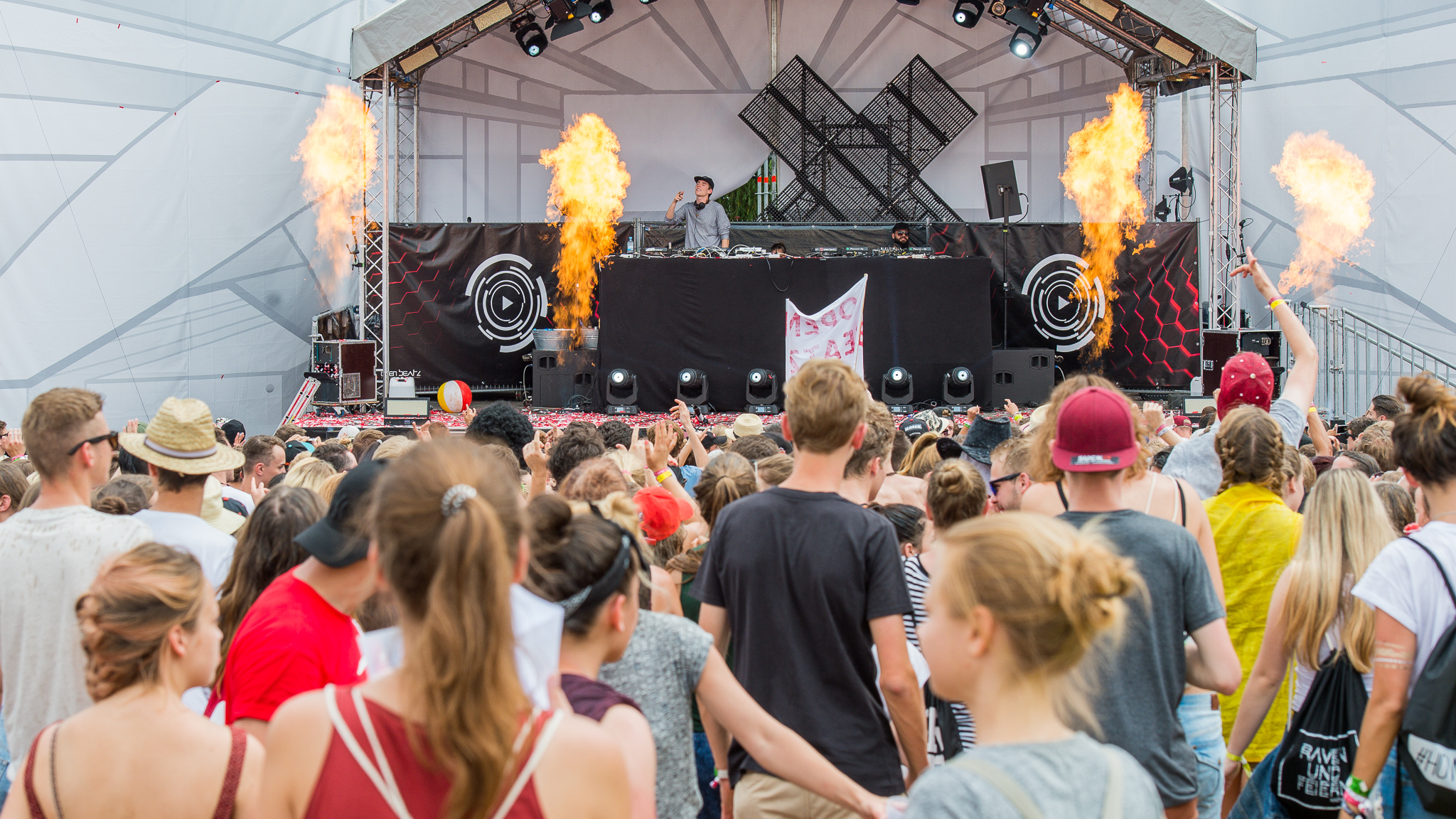
Lost Frequencies beim Open Beatz Festival 2016

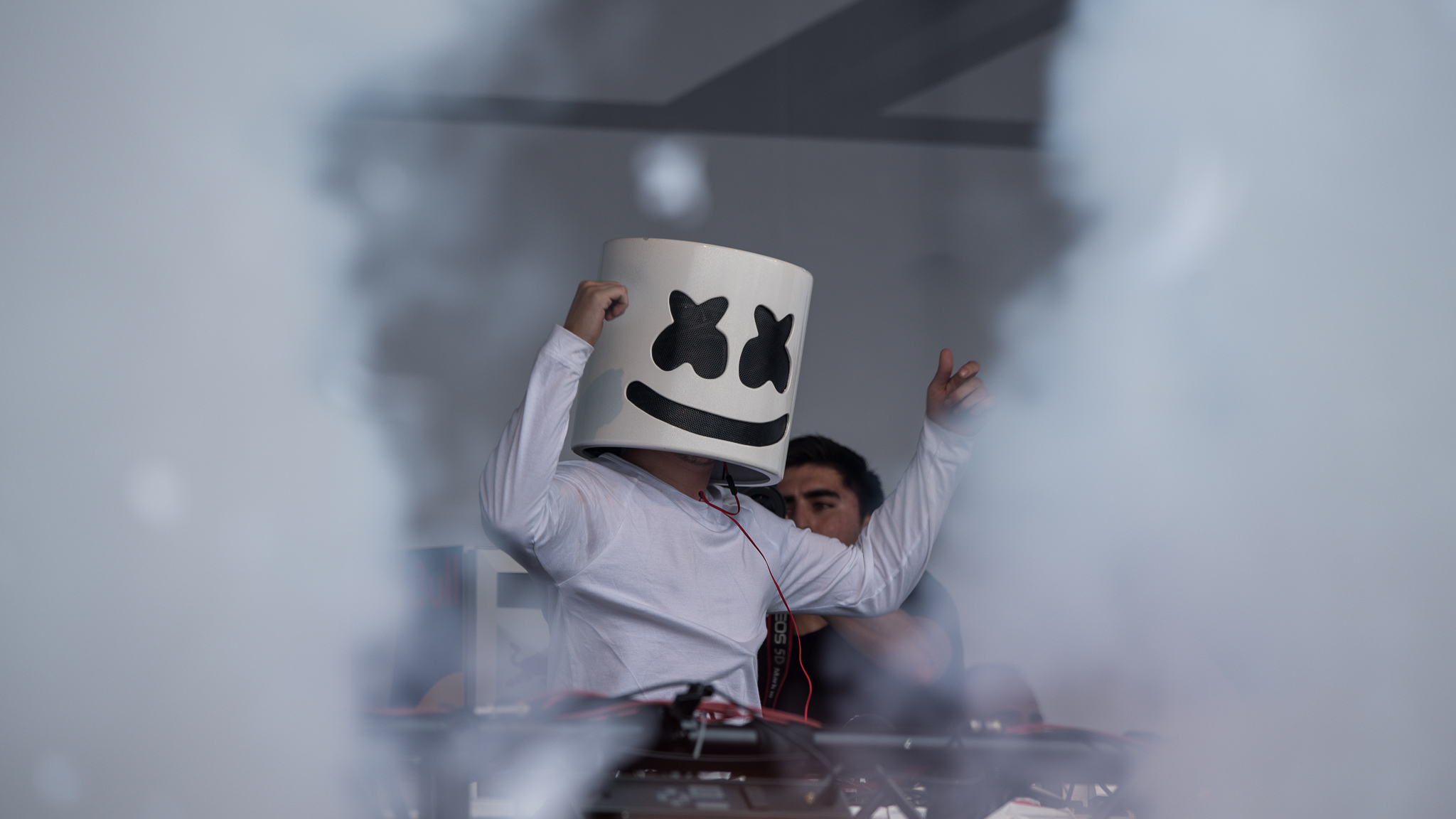
Marshmello beim Open Beatz Festival 2016

Das Open Beatz Festival wurde im Jahr 2009 ins Leben gerufen und fand zunächst (bis 2012) im bayerischen Wilhermsdorf bei Fürth statt. 2013 erfolgte der Standortwechsel nach Herzogenaurach. Am Poppenhofer Weiher zwischen Puschendorf und Herzogenaurach fand vom 19. bis 20. Juli 2013 das Open Beatz unter dem Motto „The Abstract Generation“ statt. Das Festival steht für Vielfalt innerhalb der elektronischen Musik.
2014 verzeichnete das Festival erstmals etwa 4000 Besucher. Das Festival fand an drei Tagen statt und bestand aus zwei Open-Air-Bühnen: Mainstage und Clubstage. Freitag und Samstag waren beide Bühnen geöffnet, sonntags war nur die Mainstage offen.
Ab 2015 fand das Festival an insgesamt 4 Tagen mit 4 Bühnen statt. Die Musikrichtungen reichten von Deep House, Techno, Tech House, EDM, Progressive House, Trance, Dubstep bis hin zu Hardstyle.
2018 verzeichnete das Open Beatz rund 15.000 Besucher.
2019 war die letzte Ausgabe des Open Beatz Festivals vor der COVID-19-Pandemie, die für den Ausfall in den Jahren 2020 und 2021 verantwortlich war. Im Programm 2019 Jahre fanden sich Künstler wie Bassjackers, Oliver Heldens, R3hab, Salvatore Ganacci, Vini Vici, Will Sparks, Brennan Heart, Da Tweekaz, Dr. Motte und andere. Überschattet wurde das Festival am Samstag von einem Zwischenfall mit dem Sturz eines Besuchers aus dem Riesenrad. Der 31-jährige Besucher aus Kolumbien erlag in einer Klinik seinen schweren Verletzungen.
Zum Comeback 2022 verzeichnete das Event rund 20.000 Festivalgänger. Das Line-up umfasste Artists wie Kobosil, I Hate Models, GPF, Neelix, HBZ, W&W und Yellow Claw.

## Bühnen
Mainstage
Die Hauptbühne bietet Künstler aus den Stilrichtungen EDM, Bass und House. Unter anderem traten hier Marshmello, Steve Aoki und Dimitri Vegas & Like Mike auf.
Lakestage
Auf der Lakestage wird Techno und Hardtechno gespielt. Künstler wie Kobosil, Klangkuenstler und I Hate Models hatten dort Auftritte.
Zone III
Die Zone 3 wird als die härteste Bühne mit den Stilen Hardstyle, Rawstyle, Hardcore, Frenchcore und Uptempo geführt. Sickmode, GPF und Sefa legten dort auf.
Magical Forest
Auf der Bühne im „magischen Wald“ wird seit 2017 Techno und Tech House von Künstlern wie Stella Bossi, Klanglos oder Mark Dekoda gespielt.
Goa Garden
Im Goa Garden wird Goa und Psy Trance gespielt.

## Line-ups
| Datum             | Anzahl Bühnen                                                        | Anzahl DJs/Artists                                                   | Headliner                                                                           | Besucher                                                             |
| ----------------- | -------------------------------------------------------------------- | -------------------------------------------------------------------- | ----------------------------------------------------------------------------------- | -------------------------------------------------------------------- |
| 2009              |                                                                      |                                                                      |                                                                                     | 1000                                                                 |
| 2010              |                                                                      |                                                                      |                                                                                     | 1500                                                                 |
| 2011              |                                                                      |                                                                      |                                                                                     | 1750                                                                 |
| 28. Juli 2012     | 3                                                                    | 15                                                                   | R.I.O., Mike Candys                                                                 | 2000                                                                 |
| 19.–20. Juli 2013 | 3                                                                    | 25                                                                   | Coone, Michael Woods, Joachim Garraud                                               | 2500                                                                 |
| 25.–27. Juli 2014 | 3                                                                    | 27                                                                   | Adam Beyer, Le Shuuk, R3hab, Robin Schulz, Tujamo                                   | 4000                                                                 |
| 16.–19. Juli 2015 | 4                                                                    | 50                                                                   | W&W, Yellow Claw, David Puentez, Gestört aber GeiL, Don Diablo                      | 7500                                                                 |
| 21.–24. Juli 2016 | 4                                                                    | 70                                                                   | Blasterjaxx, Nicky Romero, Headhunterz, Fritz Kalkbrenner, Avaion                   | 10.000                                                               |
| 20.–23. Juli 2017 | 4                                                                    | 80                                                                   | W&W, Yellow Claw, Headhunterz, Tujamo, Will Sparks, Boris Brechja                   | 12.500                                                               |
| 19.–22. Juli 2018 | 5                                                                    | 100+                                                                 | Gestört aber GeiL, Headhunterz, Le Shuuk, Deborah De Luca                           | 15.000                                                               |
| 18.–21. Juli 2019 | 5                                                                    | 100+                                                                 | Angerfist, Bassjackers, Brennan Heart, Salvatore Ganacci, Vini Vici                 | 20.000                                                               |
| 2020–2021         | Ausfall der Veranstaltung wegen der COVID-19-Pandemie in Deutschland | Ausfall der Veranstaltung wegen der COVID-19-Pandemie in Deutschland | Ausfall der Veranstaltung wegen der COVID-19-Pandemie in Deutschland                | Ausfall der Veranstaltung wegen der COVID-19-Pandemie in Deutschland |
| 28.–31. Juli 2022 | 5                                                                    | 150+                                                                 | Kobosil, I Hate Models, Brutalismus 3000, Dr. Peacock, GPF, Mausio                  | 22.500                                                               |
| 27.–30. Juli 2023 | 5                                                                    | 150+                                                                 | Klangkuenstler, Steve Aoki, Dimitri Vegas & Like Mike, Harris & Ford                | 25.000                                                               |
| 26.–28. Juli 2024 | 5                                                                    | 200                                                                  | Afrojack, Nicky Romero, Felix Jaehn, KSHMR, Klangkuenstler, Angerfist, Lilly Palmer |                                                                      |

## Belege
1. ↑  Open Beatz Festival 2013 | Die Referenz. In: diereferenz.de. Abgerufen am 26. Juli 2016.
2. ↑  Open Beatz 2013 - LineUp und Bands im Archiv. In: festivalhopper.de. Abgerufen am 26. Juli 2016.
3. ↑  Offiziell: Kein "Open Beatz":-Festival 2021. In: nordbayern.de. Abgerufen am 17. Februar 2022.
4. ↑  Nach Sturz aus Riesenrad: Open-Beatz-Besucher gestorben. In: nordbayern.de. Abgerufen am 29. Juli 2019.